# Hautes Plaines
The Hautes Plaines ("Højsletter", Arabisk: الهضاب العليا), også kendt på fransk som Hauts Plateaux,  er en steppe-lignende naturregion  i Atlasbjergene i det nordlige Algeriet. Det strækker sig over 600 km i en øst nordøst – vest sydvestlig retning fra det nordøstlige Marokko til Aures. Det er et højt plateauområde bestående af bølgende, steppe-lignende alluviale sletter, og ligger mellem Tell- og Sahariske Atlas.

## Geografi
Hautes Plaines området er i gennemsnit, mod vest  mellem 1.100 og 1.300 meter  høje, faldende til 400 m mod øst. Klimaet er præget af meget tørre somre og kolde vintre. Generelt er klimaet så tørt, at sletterne nogle gange betragtes som en del af Sahara.
Plateauområdet er dækket af alluviale aflejringer dannet, da bjergene eroderede. Enkelte  højderygge rager gennem den alluviale slette og afbryder landskabets monotoni.
I regntiden samler vand sig på det jævne terræn og danner store lavvandede saltsøer, som bliver til saltflader, når de tørrer. Den største af sådanne søer er Chott Ech Chergui med en længde på omkring 160 km beliggende i den centrale del af sletterne. Hodna-regionen med Chott el Hodna ligger i den østlige ende af Hautes Plaines.
Plateauets hovedbyer er Bordj Bou Arreridj, Sétif, Tiaret, Djelfa og M'sila. Sletterne er ikke klart afgrænsede, men administrativt falder territoriet inden for følgende algeriske provinser:
- Østlige del: Plateauet på denne side falder inden for provinserne Sétif, Bordj Bou Arreridj, Batna, Khenchela, Tébessa og Oum El Bouaghi .
- Centrale del: Djelfa, Laghouat, M'Sila og Tissemsilt provinserne.
- Vestlige del: Tiaret, Saida, Naâma og El Bayadh provinserne.

Landbruget omfatter græsning af får og geder  i de bedre vandede højplateauområder og dyrkning af nogle afgrøder såsom byg på tørre land.